# Stema Bălțiului
Stema orașului Bălți a fost reprezentată de două simboluri heraldice. Prima stemă, adoptată în secolul al XIX-lea, este de fapt stema județului Bălți și nu a orașului. Prima stemă a urbei este aprobată abia în 1930. În perioada sovietică Bălțiul a fost lipsit de un simbol heraldic, existând însă un proiect nerealizat. După căderea comunismului stema a devenit un subiect de dispută. Până la urmă, a fost elaborată o stemă de compromis, adoptată de Consiliul Municipal Bălți și Comisia Națională de Heraldică în 2006.

## Descriere
Noua stemă a municipiului Bălți reprezintă:
„Scut dungat de douăsprezece piese de argint și albastru, peste care broșează un arcaș în picioare, cu fața și mâinile de carnație, purtând straie și încălțări roșii, armură de aur, spadă la șold și tolbă cu săgeți în spate, de același metal, și trăgând spre senestra dintr-un arc, de asemenea de aur. Scutul timbrat de o coroană murală de argint cu șapte turnuri. Suporți doi cai cabrați afrontați, de argint” .
Explicația noilor simboluri este următoarea:
Scutul dungat de douăsprezece piese de argint și albastru, simbolizează prin procedeul armelor grăitoare denumirea orașului, care reprezintă forma de plural a substantivului comun „baltă”. În heraldică, argintul este smaltul apei, iar albastrul culoarea cerului, în această stemă – a cerului reflectat în oglinda apei. 

Arcașul, mobila principală a scutului heraldic, este păstrat din prima stemă municipală, aprobată la 31 iulie 1930. În stema de la 1930 arcașul simboliza „vechea strajă ostășească și luptele din această regiune a Moldovei”. Semnificația nu s-a schimbat nici în stema nouă. În noul blazon arcașul a fost îmbrăcat în straie și armură ca un arcaș din armata moldovenească din timpul lui Ștefan cel Mare. 
Coroana murală de argint cu șapte turnuri care timbrează scutul heraldic semnifică statutul de municipiu vechi pe care îl are orașul Bălți.
Suporții stemei – doi cai de argint afrontați – simbolizează unitățile administrativ- teritoriale istorice din care a făcut parte localitatea. Calul din dextra se referă la ținutul istoric Iași, cu capitala la Iași, a cărui stemă a fost un cal trecând. Calul din senestra se referă la ținutul/județul basarabean Iași/Bălți, a cărui reședință a fost întotdeauna la Bălți.

### Deviza
Inițial, Comisia Națională de Heraldică a propus deviza „Nu în arcul meu voi nădăjdui”, însă consilierul Aurel Filip a cerut înlocuirea ei prin deviza „Armele să cedeze locul togii”, una din devizele de rezervă - propunere adoptată de Consiliul Municipal.
Deviza aprobată - „Cedant arma togae” („Armele să cedeze locul togii”), este preluată din lucrarea „De oficiis” de Cicero (I, 22, 77). Ea pledează pentru o conducere civilă, consensuală a societății și constituie un îndemn la soluționarea pașnică a conflictelor și problemelor.

## Istorie

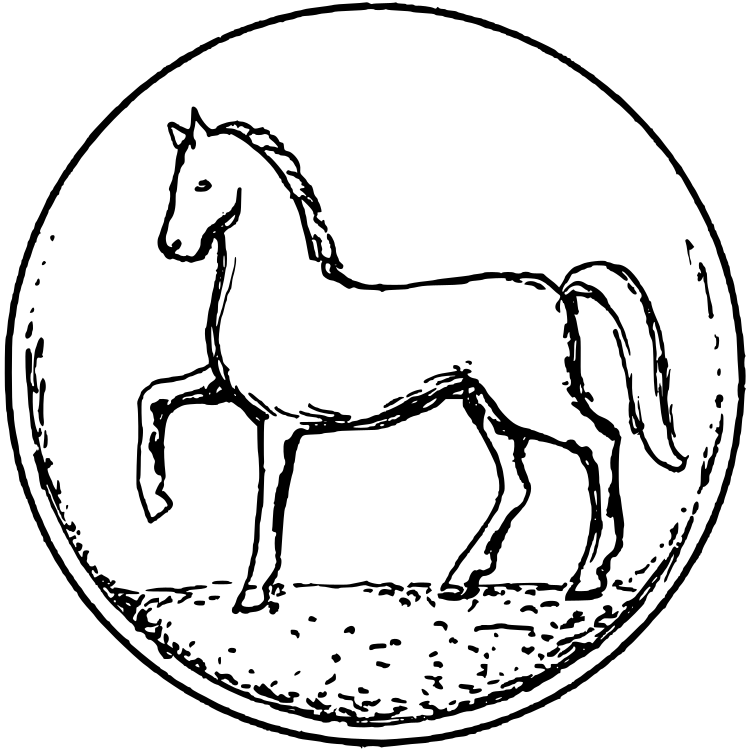
Stema ținutului Iașilor (1806)

Stema județului Iași (din 1887 - Bălți) adoptată în 1826, utilizată ca stemă municipală din 1996

Stema județului Iași (România)

Primul simbol utilizat a fost stema județul basarabean Iași (în 1887 redenumit în județul Bălți), cu capitala la Bălți, aprobată de împăratul rus Nicolae I la 2 aprilie 1826. Stema reprezenta un scut dreptunghiular, ascuțit în partea de jos (scut francez), încadrat într-un chenar, pe câmpul căruia este plasat profilul stâng al unui cap de cal. Culoarea câmpului stemei este roșie, iar capul de cal era reprezentat ca fiind de argint.
În documentele oficiale simbolica stemei se explica astfel: 
„Fost stemă a ținutului Iași de pe timpul stăpânirii turcești reprezenta un cal, dar întrucât după anexarea Basarabiei la Rusia o parte din ținut a intrat în componența acesteia, iar alta a rămas sub suzeranitatea Turciei, în amintirea acestei separări stema județului reprezintă un cap de cal pe un fundal roșu”. 

Stema județului Bălți de la 1826 simboliza divizarea ținutului istoric moldovenesc Iași, din care făceau parte Bălții până în 1812, al cărui însemn heraldic era un cal întreg. Originea calului din stema ieșeană n-a fost până în prezent explicată suficient. Pentru județul basarabean Iași/Bălți, însă, pe parcursul secolelor XIX-XX, au fost invocate drept posibile explicații comerțul larg cu cai din județ, iarmaroacele de cabaline de la Bălți și stepa Bălților, interpretatorii făcând abstracție de faptul că calul ca element heraldic apare pe stema ținutul Iași cu mult înainte de secolul XIX. Unele instituții județene și orășenești pe parcursul activității lor utilizau însemne proprii unde este folosită stema orașului (zemstva, de exemplu).
Această stemă era una județeană. În aceeași calitate ea a fost reaprobată pentru județul Bălți în 1928, și pentru județul Bălți existent în anii 1999-2003.
Stema municipiului Bălți a fost introdusă prin decretul regal din 31 iulie 1930 și avea următoarea descriere oficială: 
„Pe scut roșu, o movilă de argint, în vârful căreia stă îngenuncheat un arcaș moldovean, de argint, întinzând arcul spre stânga. Totul susținut de o apă undată albastră, din care ies la stânga și la dreapta movilei câte o trestie de papură, de aur, cu trei foi tot de aur. Scutul timbrat de o coroană murală cu șapte turnuri simbolizează vechea strajă ostășească și luptele din această regiune a Moldovei”. Este evident, de asemenea, că apa undată și firele de papură apăreau în calitate de mobile grăitoare, cu referire la denumirea orașului. Această stemă a fost cea de-a doua emblemă heraldică a orașului de la confluența Răutului cu Răuțelul și prima stemă proprie a orașului.

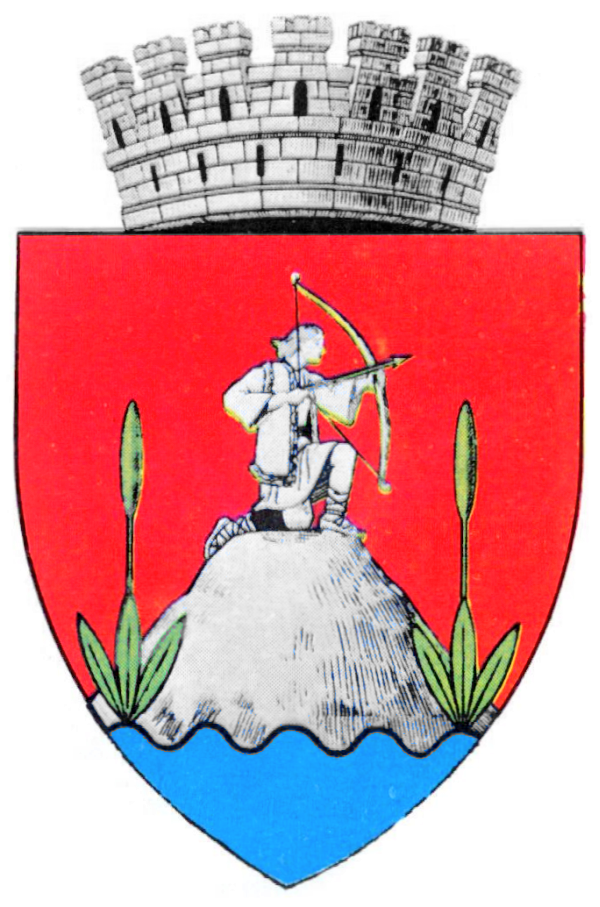
Prima stema a orașului Bălți, adoptată în 1930

Inițial, coroana murală era formată din 5 tunuri ce desemnau reședința de district. În 1930, coroana murală este înlocuită cu cea alcătuită din 7 tunuri, care semnifică statutul de municipiu pe care-l avea orașul Bălți.
În perioada sovietică stema orașului Bălți a fost dată uitării în mod conștient. În anii 70 ai secolului XX a fost elaborată o nouă stemă: pe fondalul întreprinderilor industriale era reprezentat eroul din povestea Strâmbă Lemne. Stema reprezenta forța și progresul comunismului în dezvoltarea orașului.
Odată cu renașterea națională din anii ’90, urba a reluat uzul stemei din perioada interbelică, dar din 1996, autoritățile au decis folosirea stemei județene de la 1826. Astfel, cele două herburi au intrat într-un conflict politic. Naționaliștii susțineau stema cu arcașul, iar românofobii – stema cu cap de cal. Un motiv invocat de cei din urmă este orientarea arcului spre stânga, alolingvii au declarat că nu-i bine ca săgeata acestuia să țintească spre răsărit, adică spre Rusia. Proiectul stemei noi a fost înghețat până în 2006. 
În iarna anului 2005 primarul municipiului, Vasile Panciuc, a lansat propunerea Comisiei Naționale de Heraldică de a reveni asupra stemei, de a o definitiva conform normelor. La 30 martie 2006 Consiliului Municipiului Bălți a aprobat nou blazon al urbei.